# Бытовая графическая система
Бытовая графическая система — графическая система, использовавшаяся в берестяных грамотах и других письменных документах древней Руси (наряду с «книжной» системой). Люди, ею использовавшие, учились чтению по складам, но не учились специально славянской орфографии, и в их графической системе прослеживаются элементы слогового письма.

## Название и употребление
Термин введён в научное употребление А. А. Зализняком в комментариях к 8-му тому собрания новгородских берестяных грамот.
Слово «бытовая» отражает не происхождение графической системы, а её преимущественное употребление: в частной переписке и для собственных записей. Система также использовалась в частных (а иногда и государственных) юридических документах и в надписях на стенах церквей и иконах.
Для каждого из двух периодов — раннедревнерусского (до падения редуцированных) и позднедревнерусского одна графическая система рассматривается как стандартная, а все прочие описываются через их отличия от стандартной.

## Виды отличий некой частной системы S от стандартной системы (того же периода)
Отличие некоторой частной графической системы S от стандартной системы (того же периода) состоит в ином способе употребления одной или нескольких букв.
Возможны следующие типовые случаи:
1) вместо некоторой буквы {\displaystyle a_{1}}, требуемой при стандартной системе, в частной системе S регулярно употребляется другая буква {\displaystyle a_{2}}. Условная запись {\displaystyle a_{1}}{\displaystyle \rightarrow } {\displaystyle a_{2}}
2) то же, но нерегулярно: {\displaystyle a_{1}}{\displaystyle \rightarrow } {\displaystyle a_{1}}/ {\displaystyle a_{2}}
3) в системе S две разные буквы стандартной системы взаимозаменяемы, то есть выступают как графические дублеты; запись: {\displaystyle a_{1}}= {\displaystyle a_{2}}.
Условное обобщающее название для таких трех эффектов называется смешением {\displaystyle a_{1}}и {\displaystyle a_{2}}. Так как объём одной берестяной грамоты как правило невелик, то употребление первого эффекта в рамках одной грамоты может быть частным случаем употребления второго эффекта этим писцом (что хорошо заметно при чтении нескольких грамот одного писца). Разумеется, второй эффект может быть частным случаем третьего.

## Особенности бытовой графической системы

### Основные черты бытовой графической системы
Бытовая графическая система отличается от книжной наличием хотя бы одного из следующих явлений:
- смешение ъ / о: поклонъ / поклоно
- смешение ь / е: конь / коне
- смешение ѣ с е (а следовательно и с ь) и/или с и.

Это основные признаки бытовой графической системы, частотности смешений ъ-о, ь-е и ѣ-е (или ь) распределены во времени одинаково. Их пик приходится на середину XIII века.
В наибольшей степени скоррелированы с признаками бытовой графической системы:
- употребительность Ꙋ (у гаммаобразного) в берестяных грамотах. Кривая частотности использования по годам в наибольшей степени коррелирует с кривыми основных признаков бытовой графической системы (смешений ъ-о, ь-е и ѣ-е), но даже на пике имеет значение всего 34%.
- передача /ф/, то есть как ф так и ѳ, через ѳ.

### Более редкие эффекты
- ь {\displaystyle \rightarrow }ъ (до 1-й трети XII века): почьноу / почъноу
- смешение ы / ъ (редко, но в разных периодах): 3 гривны / 3 гривнъ
- Запись [ j ] в конце слога через е или ѥ: въдаи / въдаеПример частично скандирующего письма

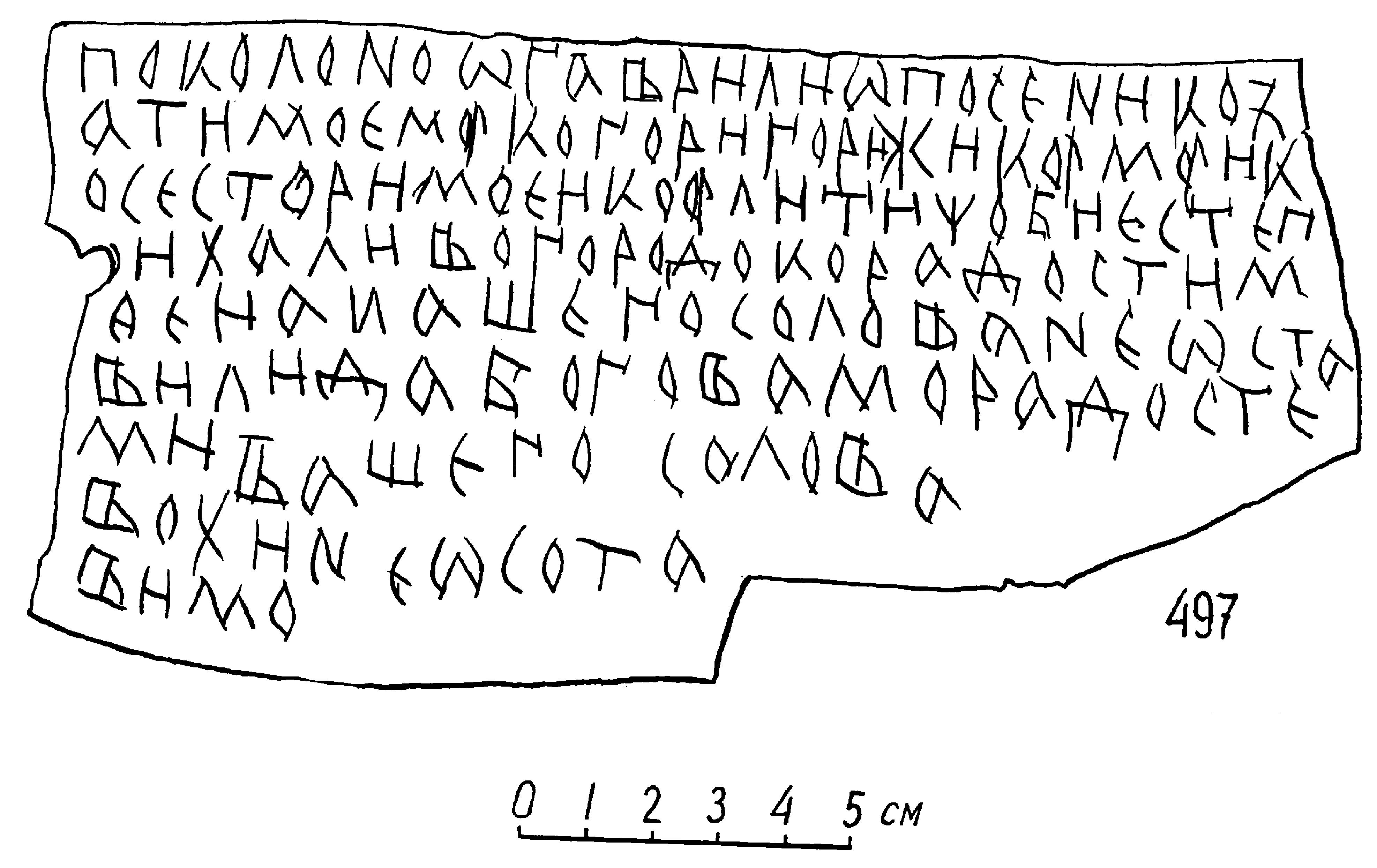
Пример частично скандирующего письма

- Более широкое, чем в стандартной системе, употребление гласных:
  - скандирующий принцип: после каждой согласной буквы должна быть гласная: доругая соторона (вместо «другая сторона»). Как правило, этот и другие два скандирующих принципа на протяжении одной грамоты применяются непоследовательно.
  - силлабо-скандирующий принцип: «вставные» гласные не после каждой согласной, а после таких, которые заканчивают слог.
  - мягкостный принцип: «вставные» гласные идут только после мягких согласных.
- некоторые способы передачи [у], отличающиеся от книжной нормы
- передача ю и ѧ через различные варианты у и а после шипящих и ц (никак не связанная с твердостью или мягкостью этих согласных!): сѣжю/сѣжоу
- некоторые другие

### Отражение фонетических (не графических) явлений
Наряду со смешениями ъ/о, ь/е, а также и ѣ/е (в ряде случаев; см. ниже), которые носят чисто графический характер, т.е. не отражают реальное произношение, а лишь являются способом употребления данных букв, в берестяных грамотах также встречаются смешения вызванные каким-либо диалектным произношением. Так в Новгородских грамотах находим:
- систематическое смешение ц с ч (присутствует, хотя и реже, и в новгородской книжной письменности): почьну / поцьну. Смешение ц и ч отражает характерную особенность диалекта древнего Новгорода, где эти фонемы полностью совпали.
- смешение ѣ с и отражает фонетический переход [ѣ] > [и] в части говоров, начавшийся в конце XII века. Смешение же ѣ с е (или ь) в общем случае носит чисто графический характер (тем самым даже если в каких-то говорах происходил переход [ѣ] > [e], графика берестяных грамот не позволяет это надёжно выявить). Процент грамот, в которых ѣ было смешано с и, нарастал со временем, от 1% в грамотах 2-й половины XII века до 41% в грамотах позднее 2-й четверти XIV века (в данные подсчёты включены только грамоты из Новгорода и Старой Руссы, поскольку в других регионах поведение ѣ могло быть иным).